# Caterina d'Aragona
Caterina d'Aragona (in spagnolo antico: Catharina de Aragón y Castilla, in spagnolo Catalina de Aragón y Castilla; in inglese Catherine of Aragon; Alcalá de Henares, 16 dicembre 1485 – Kimbolton, 7 gennaio 1536) è stata un'infanta spagnola della dinastia di Trastámara e regina consorte d'Inghilterra e Irlanda, dal 1509 al 1533, come prima moglie di Enrico VIII Tudor.
Nel 1507 assunse l'incarico di ambasciatrice spagnola in Inghilterra, diventando così la prima donna nella storia europea a ricoprire tale funzione. Per sei mesi assunse la posizione di reggente del regno d'Inghilterra mentre Enrico VIII era in Francia; in quel periodo, gli Inglesi vinsero la battaglia di Flodden Field, circostanza in cui Caterina giocò un ruolo importante. È considerata una delle donne più religiose dell'epoca.
All'età di tre anni, Caterina fu promessa al principe Arturo, erede al trono d'Inghilterra, che sposò nel 1501, ma il giovane morì appena cinque mesi dopo. Di conseguenza, Caterina sposò il fratello minore di Arturo, che avrebbe regnato come Enrico VIII. Dal matrimonio nacquero numerosi bambini di entrambi i sessi, ma nessuno sopravvisse all’infanzia, salvo un'unica figlia, la futura Maria I di Inghilterra. A partire dal 1525, Enrico intrecciò una relazione con Anna Bolena, una delle dame di compagnia di Caterina.
Enrico cercò di far annullare il matrimonio, innescando una reazione a catena che portò allo scisma dell'Inghilterra con la Chiesa di Roma. Quando papa Clemente VII si rifiutò di annullare il matrimonio, Enrico ruppe formalmente con il pontefice, assumendosi la responsabilità delle questioni in materia di religione.
A partire dal 1530, Caterina fu di fatto bandita dalla corte, venendo confinata in varie residenze reali, senza più la possibilità di vedere  il marito e la figlia. Nel 1533 il matrimonio con Caterina fu dichiarato nullo ed Enrico poté sposare Anna, incinta della futura Elisabetta I d'Inghilterra, con l’approvazione della Chiesa inglese, senza coinvolgere il Papa. Caterina rifiutò di accettare Enrico come Capo Supremo della Chiesa d'Inghilterra e continuò a ritenersi, come del resto fecero la maggior parte dell'Inghilterra e dell'Europa, la legittima moglie del sovrano e regina fino alla morte, guadagnando ampio consenso popolare.
Considerata a quel punto da Enrico solamente come principessa vedova del Galles, passò l'ultima parte della sua vita nel castello di Kimbolton, nel Cambridgeshire, dove morì il 7 gennaio 1536. Caterina godeva di grande popolarità in vita e la sua morte fu molto compianta dal popolo inglese. Il controverso manuale De institutione feminae Christianae di Juan Luis Vives, che sostiene che le donne hanno diritto all'educazione, fu dedicato a lei e da lei commissionato. L'impressione che suscitava nelle persone era tale che persino il suo nemico Thomas Cromwell disse di lei: «Se non fosse stato per il suo sesso, avrebbe potuto tener testa a tutti gli eroi della Storia».

Rivolse con successo al marito un appello per le vite dei ribelli coinvolti nell'Evil May Day, per la sopravvivenza delle loro famiglie, e suscitò molta ammirazione per aver avviato un vasto progetto di sostegno nei confronti dei poveri. Era anche patrona dell'umanesimo rinascimentale e amica di grandi studiosi, ad esempio Erasmo da Rotterdam e Tommaso Moro.

## Origine familiare
Discendente dal casato di Trastamara, era la quinta figlia del re di Sardegna, Sicilia e re della corona d'Aragona e futuro re di Alta Navarra e Napoli, Ferdinando II (unico figlio maschio nato dal duca di Peñafiel, re di Navarra e della corona d'Aragona, Giovanni e dalla sua seconda moglie Giovanna Enriquez) e della regina di Castiglia e León, Isabella di Castiglia, figlia del re di Castiglia e León, Giovanni II e di Isabella del Portogallo. Sua sorella fu Giovanna di Castiglia, detta la Loca ("la pazza"), moglie di Filippo d'Asburgo (detto "Filippo il Bello") e madre dell'imperatore Carlo V.

## Biografia

### I primi anni

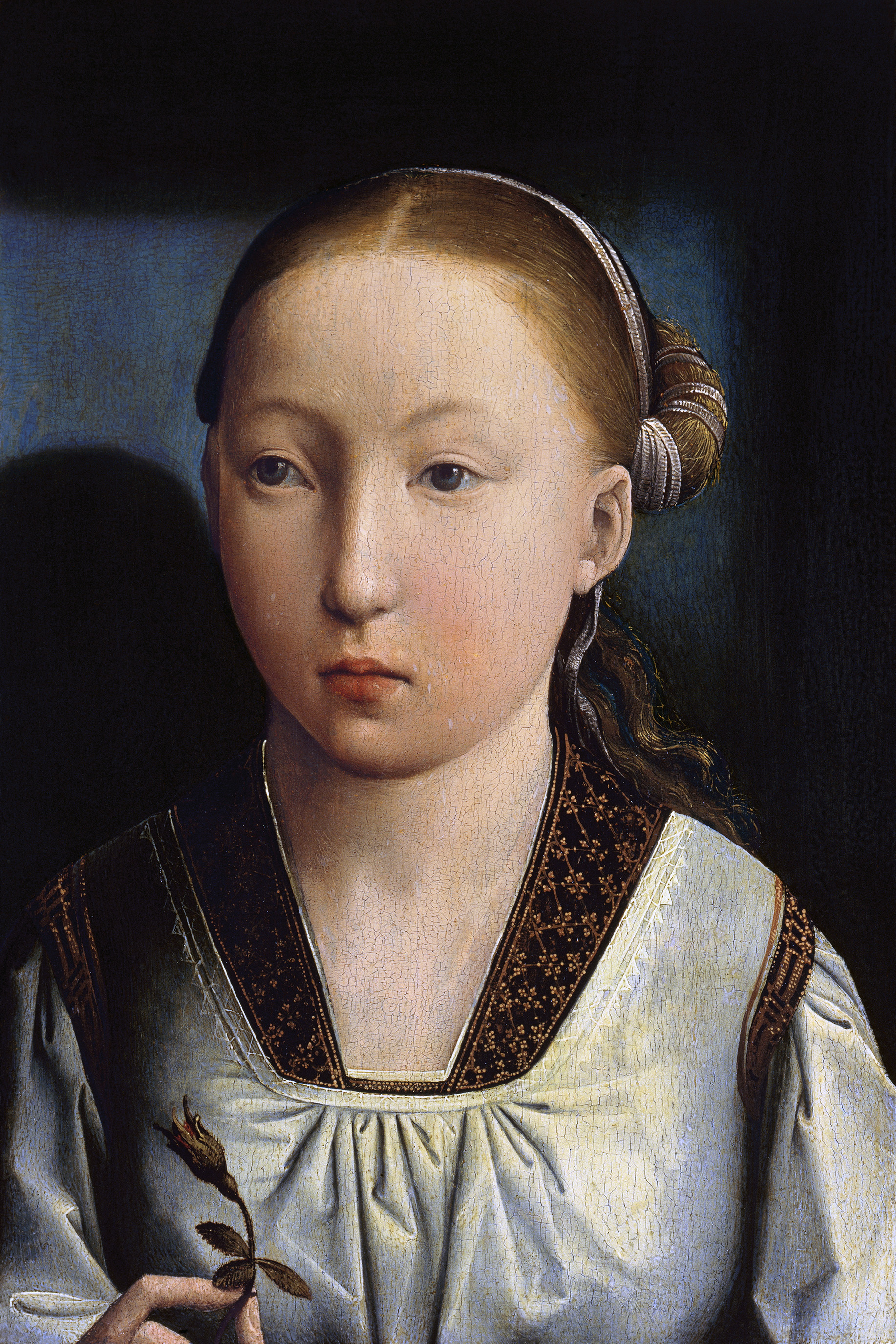
Juan de Flandes, presunto ritratto di Caterina d'Aragona all'età di undici anni, olio su pannello (22cm x 32cm) (1496; Madrid, Museo Thyssen-Bornemisza).

Caterina nacque nel palazzo arcivescovile di Alcalá de Henares, nei pressi di Madrid, la notte del 16 dicembre 1485. Era la figlia più giovane dei Re Cattolici di Spagna, Ferdinando II d'Aragona e Isabella I di Castiglia. Era di statura piuttosto bassa, con una tendenza alla pinguedine che all'epoca era apprezzata quale segno di buona salute e fertilità, lunghi capelli biondi con una sfumatura rosso-oro, grandi occhi blu, un viso ovale dai lineamenti regolari e carnagione chiara. Discendeva, per parte materna, dalla casa reale inglese, in quanto la sua bisnonna, Caterina di Lancaster, di cui ebbe il nome, era figlia di Giovanni Plantageneto e nipote di Edoardo III d'Inghilterra. Di conseguenza, era cugina di terzo grado di suo suocero, Enrico VII Tudor, e cugina di quarto grado della suocera, Elisabetta di York.
Tutore della sua educazione fu Alessandro Geraldini, noto umanista italiano; con lui, Caterina studiò religione, letteratura classica, storia latina, diritto canonico e civile, araldica e genealogia. Ricevette una forte educazione religiosa e maturò una profonda fede, che avrebbe avuto un ruolo assai importante nella sua vita futura. Imparò a parlare, leggere e scrivere in spagnolo e latino, parlava francese e greco. Apprese inoltre le arti domestiche: cucito, merletto, ricamo, musica e danza, era infatti un'abile ballerina. Il grande umanista Erasmo avrebbe detto in seguito che Caterina «amava la buona letteratura che aveva studiato con successo sin dall'infanzia».
In tenera età, Caterina fu considerata una moglie adatta per Arturo, principe di Galles, figlio maggiore di Enrico VII d'Inghilterra e erede al trono, in quanto poteva vantare un'eminente ascendenza inglese per parte di madre. Attraverso Isabella di Castiglia, infatti, Caterina discendeva da un illustre casato reale inglese, i Lancaster, il cui capostipite fu Giovanni; in particolare, discendeva dalle prime due mogli di costui, Bianca di Lancaster e Costanza di Castiglia. D'altro canto, Enrico VII d'Inghilterra discendeva dalla terza moglie di Giovanni, Katherine Swynford, i cui figli, nati fuori dal matrimonio, furono dichiarati legittimi solo dopo la morte di Costanza e il matrimonio di Giovanni e Katherine.
Ai figli della coppia fu tuttavia negata la possibilità di avanzare pretese sul trono inglese, e per questo motivo la monarchia Tudor non era accettata da tutti i regni europei. A quel tempo, poiché la casata di Trastámara era di gran lunga la più prestigiosa, grazie al governo dei Re Cattolici, il legame tra Caterina e Arturo sia rendeva la casata dei Tudor legittima agli occhi dei reali d'Europa, sia ne rafforzava la pretesa sul trono d'Inghilterra, attraverso l'ascendenza dell'Infanta. Avrebbe inoltre portato alla nascita di un erede maschio che potesse legittimamente e indiscutibilmente aspirare al trono. I due si sposarono per procura il 19 maggio 1499, e intrattennero una corrispondenza in latino finché Arturo compì quindici anni e fu deciso che erano grandi abbastanza per sposarsi.

### Moglie e vedova di Arturo

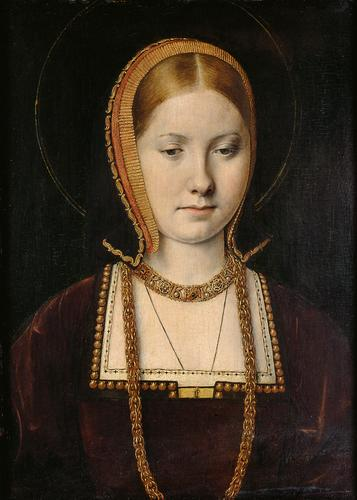
Michael Sittow, Caterina d'Aragona, principessa vedova del Galles, olio su tavola di quercia (29 x 20,5 cm) (1503 circa; Vienna, Kunsthistorisches Museum). Recentemente identificato come ritratto di Mary Rose Tudor, sorella di Enrico VIII, vedova di Luigi XII di Francia.

I due si incontrarono in seguito il 4 novembre a Dogmersfield, nell'Hampshire. Poco si sa delle loro reciproche prime impressioni, ma Arturo scrisse ai suoceri che sarebbe stato un «marito fedele e affezionato» e disse ai genitori di essere immensamente felice di «vedere il viso della sua amabile sposa». All'epoca, Caterina, appena sedicenne, appariva come una giovane donna assolutamente piacente per i canoni dell'epoca, bionda e di aspetto prosperoso. A un primo incontro, i due giovani scoprirono di non essere in grado di parlarsi, dal momento che avevano imparato pronunce diverse del latino. Dieci giorni dopo, il 14 novembre 1501, si sposarono nella Vecchia San Paolo, a Londra, anche se - come le vicende successive dimostrarono - non è dato sapere se la giovane coppia abbia o meno consumato il matrimonio.
Una volta sposati, Arturo fu mandato al castello di Ludlow, ai confini con il Galles, a presiedere al Council of Wales and the Marches, in quanto era suo dovere di principe di Galles, e la moglie lo accompagnò. La coppia soggiornò a Castle Lodge, a Ludlow. Pochi mesi dopo, entrambi si ammalarono, forse per la febbre miliare che stava dilagando nella zona. Arturo morì il 2 aprile 1502, mentre Caterina si riprese, ritrovandosi vedova. A questo punto, Enrico VII cercò di impedire che la dote di Caterina fosse restituita a suo padre. Onde evitare ulteriori complicazioni, fu deciso che la ragazza avrebbe sposato il secondo figlio di Enrico VII, Enrico, duca di York, di cinque anni più giovane di lei.
Comunque, la morte di Isabella significava una diminuzione del "valore" di Caterina sul mercato matrimoniale; la Castiglia era un regno ben più grande dell'Aragona ed era stata ereditata dalla sorella maggiore di Caterina, Giovanna, ritenuta mentalmente instabile. Apparentemente, il matrimonio fu rinviato finché Enrico fu grande abbastanza, ma Enrico VII rimandò tanto a lungo circa la questione della dote non saldata di Caterina da far dubitare che il matrimonio avrebbe mai avuto luogo. Visse praticamente da prigioniera a Durham House, a Londra, e di quel periodo ci sono pervenute alcune lettere, indirizzate al padre, in cui si lamentava del trattamento riservatole; in una di queste, gli scrive: «Scelgo cosa credere, e non dico nulla, poiché non sono così ingenua come potrei sembrare».

La sua situazione era sotto ogni punto di vista precaria: aveva poco denaro e lottava per mantenersi, dal momento che era responsabile del benessere non solo suo, ma anche di quello delle sue dame di compagnia. Nel 1507 assunse l'incarico di ambasciatore spagnolo in Inghilterra, diventando così il primo ambasciatore donna nella storia d'Europa.
Mentre Enrico VII e I suoi consiglieri si aspettavano che si facesse manipolare facilmente, Caterina dimostrò loro quanto si sbagliassero. Il matrimonio con il fratello di Arturo dipendeva dalla dispensa che il papa, Giulio II, poteva concedere, poiché il diritto canonico impediva a un uomo di sposare la moglie del fratello. Caterina testimoniò che il proprio matrimonio con Arturo non era mai stato consumato, dal momento che, sempre secondo il diritto canonico, un matrimonio non era valido finché non fosse stato consumato. Tale fatto fu considerato di secondaria importanza all'epoca, poiché il papa aveva il potere di respingere qualsiasi obiezione, che fosse causata da motivi religiosi o meno.

### Regina d'Inghilterra (1509-1533)
Caterina convolò a nozze per la seconda volta l'11 giugno 1509, sette anni dopo la morte del principe Arturo, all'età di 23 anni, sposando l'allora appena incoronato Enrico VIII, diciottenne in una cerimonia privata, nella Chiesa di Greenwich.

#### Incoronazione

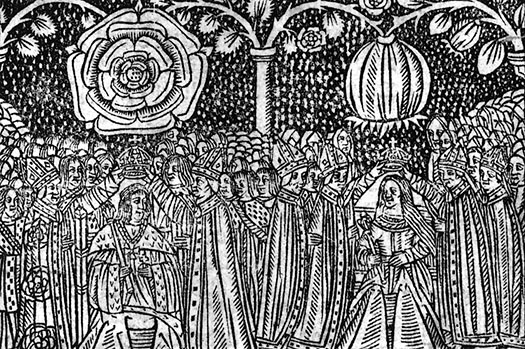
Artista sconosciuto, Incoronazione di Enrico VIII d'Inghilterra e Caterina d'Aragona, con i loro simboli araldici, la Rosa dei Tudor e il Melograno di Spagna, XVI sec., xilografia, presso la Biblioteca universitaria di Cambridge.

Il 23 giugno 1509, vigilia dell'incoronazione, la tradizionale processione verso Westminster fu salutata da una folla numerosa ed entusiasta. Come voleva la tradizione, la coppia passò la notte precedente l'incoronazione alla Torre di Londra. Domenica 24 giugno 1509, Enrico VIII e Caterina d'Aragona furono consacrati e incoronati re e regina d'Inghilterra dall'arcivescovo di Canterbury in una sontuosa cerimonia nell'Abbazia di Westminster. L'incoronazione fu seguita da un banchetto a Westminster Hall. In occasione dell'incoronazione, furono nominati molti nuovi cavalieri dell'Ordine del Bagno.

#### Gravidanze e figli
| Nome                        | Nascita           | Morte             | Note |
| --------------------------- | ----------------- | ----------------- | --- |
| Figlia nata morta           | 31 Gennaio 1510   | 31 Gennaio 1510   | Aborto spontaneo a circa sette mesi. A Caterina fu comunicato che aspettava due gemelli e che il secondo era ancora vivo, perciò avrebbero tenuto segreta la perdita, ma in seguito non nacque alcun secondo bambino. |
| Enrico, duca di Cornovaglia | 1º Gennaio 1511   | 22 Febbraio 1511  | Morto a circa sei settimane, senza causa registrata. |
| Enrico, duca di Cornovaglia | 17 Settembre 1513 | 17 Settembre 1513 | Aborto, parto morto o morto a poche ore di vita . |
| Figlio nato morto           | 5 Dicembre 1514   | 5 Dicembre 1514   | Nato morto. |
| Maria I d'Inghilterra       | 18 Febbraio 1516  | 17 Novembre 1558  | Divenne la prima Regina regnante d'Inghilterra. |
| Figlia senza nome           | 10 Novembre 1518  | 17 Novembre 1518  | Nata morta. |

Caterina rimase incinta di Enrico sei volte. Il 31 gennaio 1510 Caterina diede prematuramente alla luce una bambina nata morta dopo sette mesi di gestazione. Il giorno di Capodanno del 1511 nacque Enrico, duca di Cornovaglia, che visse solo 52 giorni. Nella primavera del 1513, alla partenza di Enrico per una campagna militare in Francia, Caterina era di nuovo incinta, ma il bambino nacque morto, o morì poco dopo la nascita. Alla fine del 1514 mise nuovamente al mondo un bambino nato morto. Il 18 febbraio 1516, al Palace of Placentia a Greenwich, Caterina partorì una figlia in buona salute; fu chiamata Maria e battezzata tre giorni dopo, con grandi celebrazioni, nella vicina chiesa dei Frati Osservanti. Nel 1518 Caterina rimase incinta per l'ultima volta: diede alla luce una bambina il 10 novembre, che morì una settimana dopo.

### Influenza
L'11 giugno 1513, al momento di partire per una campagna militare in Francia, Enrico nominò Caterina reggente in sua assenza. Quando Luigi I d'Orléans, duca di Longueville fu catturato alla battaglia di Guinegatte, Enrico lo mandò alla residenza della regina. Ella scrisse a Wolsey che lei e i suoi consiglieri avrebbero preferito che il duca soggiornasse nella Torre di Londra, dal momento che gli scozzesi erano «attivi come non mai» e aggiunse le proprie preghiere perché Dio mandasse loro buona fortuna contro gli Scozzesi, tanta quanta «ne aveva avuta il re laggiù». La guerra contro la Scozia impegnava l'intero regno, e la regina era «terribilmente occupata a realizzare stendardi, vessilli e insegne» al palazzo di Richmond. Gli scozzesi invasero l'Inghilterra e, il 3 settembre, la regina ordinò a Thomas Lovell di procedere all'arruolamento nelle contee dell'Inghilterra centrale.

### Anna Bolena e gli anni del divorzio
Nel 1525, Enrico VIII si innamorò di Anna Bolena, una dama di compagnia della regina Caterina che era più giovane di lui di almeno 10 o 17 anni (la sua data di nascita precisa è sconosciuta). Egli cominciò a corteggiarla, e Caterina, all'epoca, oltre a essere precocemente invecchiata e di salute cagionevole, era ormai entrata in menopausa e non era più in grado di avere figli. Il re cominciò a pensare che il suo matrimonio fosse maledetto e credette di trovarne conferma nella Bibbia, in un passo del Levitico che dice che, se un uomo sposa la moglie del fratello, saranno destinati a non avere figli.
Anche qualora il matrimonio con Arturo non fosse mai stato consumato, l'interpretazione che Enrico trasse da quel passo biblico comportava necessariamente che il loro matrimonio era un errore agli occhi di Dio, e il fatto - rilevato dallo stesso Enrico - che il papa al tempo del matrimonio della coppia avesse avuto o meno il diritto di scavalcare quel particolare impedimento nelle Sacre Scritture divenne uno dei punti di forza nella campagna del re per ottenere un annullamento dal papa regnante, Clemente VII (1523-34).
È possibile che Enrico stesse pensando all'annullamento già da tempo, ed è altamente probabile che esso gli fosse suggerito dal proprio disperato bisogno di un erede. Infatti, prima che il padre di Enrico, Enrico VII, venisse incoronato, l'Inghilterra era stata dilaniata dalle pretese al trono delle due casate rivali di Lancaster e York, e probabilmente il re desiderava evitare incertezze nella successione.
Enrico desiderava perseguire nell'intento di ottenere l'annullamento. Il cardinale Thomas Wolsey e il legato pontificio cardinale Campeggio, in accordo con il re e su suggerimento dello stesso pontefice, provarono a convincere la regina a risolvere la questione ritirandosi in convento, decisione che avrebbe sciolto il matrimonio con Enrico e sarebbe stata reputata da tutte le parti in causa un onorevole compromesso:
Tale proposta, ancorché presentata con pretesti di riguardo, anche in considerazione della sua salute e della sua età, e con ogni rassicurazione circa il suo benessere materiale, provocò l'ira della sovrana, che rispose: «Dio non mi chiamò mai per il monastero, io sono la vera e legittima moglie del re». Il re ripose le sue speranze in un appello al papato, agendo indipendentemente dal cardinale Wolsey, a cui non disse nulla dei propri progetti. William Knight, segretario del re, fu mandato dal papa per intentare la causa dell'annullamento, per il fatto che la dispensa di Giulio II era stata ottenuta con false pretese.

## Allontanamento e morte
Dopo il divorzio, Caterina venne trasferita nel maniero di Ampthill nel Bedfordshire, dove ebbe notizia delle nozze tra Enrico e Anna Bolena, celebrate segretamente nel gennaio 1533, quando Anna era probabilmente incinta di alcune settimane. Il 23 maggio 1533, l'arcivescovo Thomas Cranmer dichiarò ufficialmente la nullità del matrimonio con Enrico e da quel momento Caterina tornò a essere solo "principessa vedova di Galles", lo stesso titolo che le era stato attribuito dopo la morte di Arturo Tudor.
Dopo un breve soggiorno nel maniero di Buckden, Caterina fu infine trasferita nel castello di Kimbolton, nel Cambridgeshire, dove trascorse gli ultimi tre anni di vita, senza più poter rivedere la figlia Maria e persistendo nel rifiuto di riconoscere le seconde nozze di Enrico.
Di salute sempre più malferma, Caterina morì a mezzogiorno del 7 gennaio 1536, tra le braccia dall'amica e dama di compagnia María de Salinas, dopo aver ricevuto i sacramenti. Le sue ultime parole furono: «In manus tuas, Domine, commendo spiritum meum» ovvero «Signore, nelle tue mani affido il mio spirito». L'ambasciatore imperiale Eustace Chapuys si era recato al suo capezzale per alcuni giorni ma, sperando che la donna potesse riprendersi, era subito ripartito per Londra.
Nel suo testamento, Caterina supplicò re Enrico di assicurare una dote alle proprie dame e concluse «vi assicuro che i miei occhi desiderano posarsi su di Voi più che su qualsiasi altra cosa».
Nonostante voci insistenti parlassero di un avvelenamento, è probabile che la causa del decesso sia da attribuire a un sarcoma al cuore, che, durante il processo di imbalsamazione, apparve di colorito nerastro e coperto di escrescenze, compatibili con metastasi. Alla notizia della morte di Caterina pare che Anna Bolena o, secondo Chapuys, Enrico, si vestì di giallo, il che fu ritenuto inaccettabile. In realtà, mentre in Inghilterra era un colore associato alla gioia, in Spagna il giallo era associato al lutto
I funerali di Caterina ebbero luogo il 29 gennaio 1536 e la salma della regina fu sepolta nella cattedrale di Peterborough, nel Cambridgeshire, in una sobria tomba tuttora esistente. Lo stesso giorno, Anna Bolena ebbe un aborto spontaneo, probabilmente il secondo o il terzo, in seguito al quale cadde definitivamente in disgrazia presso il sovrano.
Una leggenda popolare vuole che dopo la decapitazione di Anna Bolena, avvenuta il 19 maggio dello stesso anno, i ceri posti presso la tomba di Caterina si fossero accesi da soli.

## Al cinema
| Anno      | Film                                                                     | Attrice                                          | Note                    |
| --------- | ------------------------------------------------------------------------ | ------------------------------------------------ | ----------------------- |
| 1911      | Henry VIII                                                               | Violet Vanbrugh                                  |                         |
| 1912      | Cardinal Wolsey                                                          | Julia Swayne Gordon                              |                         |
| 1920      | Anna Bolena (Anna Boleyn)                                                | Hedwig Pauly-Winterstein                         |                         |
| 1922      | Armi ed amori (When Knighthood Was in Flower)                            | Theresa Maxwell Conover                          |                         |
| 1937      | Le perle della corona (Les perles de la couronne)                        | Rosine Deréan                                    |                         |
| 1951      | Anna Bolena (Catalina de Inglaterra)                                     | Maruchi Fresno                                   |                         |
| 1953      | La spada e la rosa (The Sword and the Rose)                              | Rosalie Crutchley                                |                         |
| 1956      | "The White Falcon", episodio della serie BBC Sunday-Night Theatre        | Margaretta Scott                                 |                         |
| 1956      | "When Knighthood Was in Flower: Part 1", episodio della serie Disneyland | Rosalie Crutchley                                | Scene di repertorio     |
| 1956      | "When Knighthood Was in Flower: Part 2", episodio della serie Disneyland | Rosalie Crutchley                                | Scene di repertorio     |
| 1968      | Heinrich VIII. und seine Frauen                                          | Eva Katharina Schultz                            | Film TV                 |
| 1969      | Anna dei mille giorni (Anne of the Thousand Days)                        | Irene Papas                                      |                         |
| 1970      | Le sei mogli di Enrico VIII                                              | Annette Crosbie                                  | Miniserie TV            |
| 1972      | Tutte le donne del re (Henry VIII and His Six Wives)                     | Frances Cuka                                     |                         |
| 1972      | The Shadow of the Tower                                                  | Adrienne Byrne                                   | Miniserie TV            |
| 1974      | "La reine galante", episodio della serie Au théâtre ce soir              | Anne Marbeau                                     | Film TV                 |
| 1977      | "La segunda señora Tudor", episodio della serie Mujeres insólitas        | Encarna Paso                                     |                         |
| 1979      | The Famous History of the Life of King Henry the Eight                   | Claire Bloom                                     | Film TV                 |
| 1991      | Henry VIII                                                               | Michèle Command                                  | Film TV                 |
| 1994      | Great Harry and Jane                                                     | Chris Weatherhead                                | Cortometraggio          |
| 2000      | Monarch                                                                  | Jean Marsh                                       |                         |
| 2001      | The Six Wives of Henry VIII                                              | Nerea García (bambina) Annabelle Dowler (adulta) |                         |
| 2001      | Giovanna la pazza (Juana la Loca)                                        | Karis Copp (giovane) María Ballesteros (adulta)  |                         |
| 2003      | The Other Boleyn Girl                                                    | Yolanda Vazquez                                  | Film TV                 |
| 2003      | Henry VIII                                                               | Assumpta Serna                                   | Film TV                 |
| 2006      | The Madness of Henry VIII                                                | Georgeta Marin                                   | Film TV                 |
| 2007–2010 | I Tudors (The Tudors)                                                    | Maria Doyle Kennedy                              | Serie TV                |
| 2008      | L'altra donna del re (The Other Boleyn Girl)                             | Ana Torrent Brodie Judge (giovane)               |                         |
| 2008      | Tudor Rose                                                               | Tracey Allyn                                     | Cortometraggio          |
| 2009      | Henry VIII: Mind of a Tyrant                                             | Siobhan Hewlett                                  | Serie TV                |
| 2010      | Love Across Time                                                         | Stephanie Cervantes                              | Cortometraggio commedia |
| 2013      | The Six Wives of Henry VIII                                              | Michelle Coda                                    | Cortometraggio          |
| 2019      | The Spanish Princess                                                     | Charlotte Hope                                   | Serie TV                |

## Omaggi
- Il compositore inglese Rick Wakeman ha dedicato alla regina il brano Catherine of Aragon, inciso nel 1973.

## Ascendenza
|                          |                         |                                      | Genitori                                   |  |  | Nonni |  |  | Bisnonni                |  |  | Trisnonni               |  |
|                          |                         |                                      |                                            |  |  |       |  |  | Ferdinando I di Aragona |  |  | Giovanni I di Castiglia |  |
|                          |                         |                                      |                                            |  |  |       |  |  | Ferdinando I di Aragona |  |  | Giovanni I di Castiglia |  |
|                          |                         | Leonor d'Aragona                     |                                            |  |  |       |  |  | Ferdinando I di Aragona |  |  |                         |  |
| Giovanni II d'Aragona    |                         |                                      |                                            |  |  |       |  |  | Ferdinando I di Aragona |  |  |                         |  |
|                          |                         | Eleonora d'Alburquerque              | Sancho d'Alburquerque                      |  |  |       |  |  |                         |  |  |                         |  |
|                          |                         | Eleonora d'Alburquerque              | Sancho d'Alburquerque                      |  |  |       |  |  |                         |  |  |                         |  |
|                          |                         | Eleonora d'Alburquerque              | Beatriz del Portogallo                     |  |  |       |  |  |                         |  |  |                         |  |
| Ferdinando II d'Aragona  |                         | Eleonora d'Alburquerque              |                                            |  |  |       |  |  |                         |  |  |                         |  |
|                          |                         | Federico Enríquez de Mendoza         | Alfonso Enríquez                           |  |  |       |  |  |                         |  |  |                         |  |
|                          |                         | Federico Enríquez de Mendoza         | Alfonso Enríquez                           |  |  |       |  |  |                         |  |  |                         |  |
|                          |                         | Federico Enríquez de Mendoza         | Juana González                             |  |  |       |  |  |                         |  |  |                         |  |
| Giovanna Enríquez        |                         | Federico Enríquez de Mendoza         |                                            |  |  |       |  |  |                         |  |  |                         |  |
|                          |                         | Mariana Fernández de Córdoba y Ayala | Diego Fernandez de Cordova                 |  |  |       |  |  |                         |  |  |                         |  |
|                          |                         | Mariana Fernández de Córdoba y Ayala | Diego Fernandez de Cordova                 |  |  |       |  |  |                         |  |  |                         |  |
|                          |                         | Mariana Fernández de Córdoba y Ayala | Inez de Toledo                             |  |  |       |  |  |                         |  |  |                         |  |
| Caterina d'Aragona       |                         | Mariana Fernández de Córdoba y Ayala |                                            |  |  |       |  |  |                         |  |  |                         |  |
|                          | Enrico III di Castiglia | Giovanni I di Castiglia              |                                            |  |  |       |  |  |                         |  |  |                         |  |
|                          | Enrico III di Castiglia | Giovanni I di Castiglia              |                                            |  |  |       |  |  |                         |  |  |                         |  |
|                          | Enrico III di Castiglia | Leonor d'Aragona                     |                                            |  |  |       |  |  |                         |  |  |                         |  |
| Giovanni II di Castiglia | Enrico III di Castiglia |                                      |                                            |  |  |       |  |  |                         |  |  |                         |  |
|                          |                         | Caterina di Lancaster                | Giovanni Plantageneto, I duca di Lancaster |  |  |       |  |  |                         |  |  |                         |  |
|                          |                         | Caterina di Lancaster                | Giovanni Plantageneto, I duca di Lancaster |  |  |       |  |  |                         |  |  |                         |  |
|                          |                         | Caterina di Lancaster                | Constanza di Castiglia                     |  |  |       |  |  |                         |  |  |                         |  |
| Isabella di Castiglia    |                         | Caterina di Lancaster                |                                            |  |  |       |  |  |                         |  |  |                         |  |
|                          |                         | Giovanni d'Aviz                      | Giovanni I del Portogallo                  |  |  |       |  |  |                         |  |  |                         |  |
|                          |                         | Giovanni d'Aviz                      | Giovanni I del Portogallo                  |  |  |       |  |  |                         |  |  |                         |  |
|                          |                         | Giovanni d'Aviz                      | Filippa di Lancaster                       |  |  |       |  |  |                         |  |  |                         |  |
| Isabel del Portogallo    |                         | Giovanni d'Aviz                      |                                            |  |  |       |  |  |                         |  |  |                         |  |
|                          |                         | Isabella di Braganza                 | Alfonso I di Braganza                      |  |  |       |  |  |                         |  |  |                         |  |
|                          |                         | Isabella di Braganza                 | Alfonso I di Braganza                      |  |  |       |  |  |                         |  |  |                         |  |
|                          |                         | Isabella di Braganza                 | Beatrice Pereira de Alvim                  |  |  |       |  |  |                         |  |  |                         |  |
|                          |                         | Isabella di Braganza                 |                                            |  |  |       |  |  |                         |  |  |                         |  |

### Fonti primarie
- Eustace Chapuys ambasciatore imperiale, 1533 Calendar of State Papers, Spanish, IV.

### Letteratura storiografica
- Peter G. Bietenholz, Thomas B. Deutscher, Contemporaries of Erasmusa: biographical register of the Renaissance and Reformation, Toronto, 1985.
- Maria Dowling, Humanism in the Age of Henry VIII, 1986.
- Antonia Fraser, Le sei mogli di Enrico VIII, Milano, Mondadori, 1995. ISBN 88-04-42406-0
- Alison Weir, The Six Wives of Henry VIII, Grove Press, 1991.

### Letteratura romanzata
- Philippa Gregory, Caterina, la prima moglie, Milano, Sperling&Kupfer, 2009.
- William Shakespeare, Enrico VIII, 1612-1613.